# Longone al Segrino
Longone al Segrino là một đô thị nằm giữa Como và Lecco trong vùng Lombardia. Đô thị này có cự ly khoảng 40 kilômét (25 mi) về phía bắc của Milano và khoảng 13 kilômét (8 mi) về phía đông của Como. 
Tại thời điểm ngày 31 tháng 12 năm 2004, đô thị này có dân số 1.543 người và diện tích là 1.5 km².
Đô thị Longone al Segrino có các frazione (đơn vị trực thuộc) Morchiuso.
Longone al Segrino giáp các đô thị: Canzo, Erba, Eupilio, Proserpio.